# Ызыр
Ызыр (хак. сӧӧк Ызыр) — сеок (род) хакасской субэтнической группы качинцев.
Сеок ызыр соответствовал административному роду Мунгатов Качинской степной думы. Официальное название Мунгатов род произошло от имени башлыка Мунгата, жившего в первой половине XVII века. Сеок включает в свой состав 25 фамилий.

## Происхождение
Этноним «Ызыр» отождествляется с именем езерцов племенем Исарского княжества. Аргументами в пользу близости сеока ызыр с езерцами служат общность их этнонимов и родовых ызыхов. Кроме того сеок ызыр отмечается у кызыльцев (Батанаковы), которые отождествляют его с кыргыским родом. Вероятно этот сеок являлся частью населения Исарского улуса. В хакасском историческом фольклоре этноним ызыр употребляется вместо общего названия качинцев. Данные фольклора совпадают с данными Г. Ф. Миллера. Он сообщал: "Когда татарам приходится переводить на свой язык слово «качинцы», они говорят «ызыр-кичи». Указанный факт указывает на преемственность каченцов с езерцами.

## Подразделения
- Ызыр (24 различные фамилии)[1]
- Талчан ызыр (Сартыковы)[2]

## Состав
Фамилии входящие в состав сеока ызыр: 
- Азреков[3]
- Баклаев[4]
- Балгазин[4]
- Ботандаев[5]
- Душинин[6]
- Калажаков[7]
- Каракасов[8]
- Костанаев[9]
- Курагашев[10]
- Монжигашев[11]
- Нагрузов[11]
- Попияков[12]
- Сартыков[13]
- Сукин[14]
- Сухсулаев[14]
- Тайданов[15]
- Тачеев[16]
- Тодышев[17]
- Топанов[18]
- Тутарков[19]
- Уязнов[20]
- Чолтышев[21]
- Чустеев[22]
- Шандаков[23]